# Hidròfon

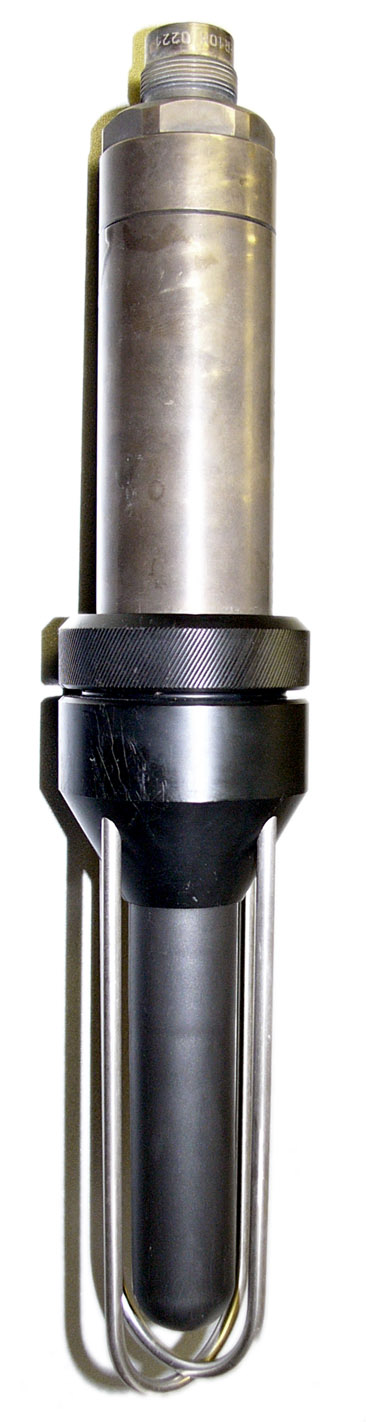
Exemple de model de hidròfon.

Un hidròfon és un transductor de so a electricitat per ser usat en aigua o en un altre líquid, de forma anàloga a l'ús d'un micròfon en l'aire. Un hidròfon també es pot emprar com a emissor, però no tots els hidròfons tenen aquesta capacitat.

## Història
El primer sonar operatiu va ser construït per Reginald Fessenden als Estats Units el 1914. Aquest dispositiu emprava un oscil·lador de coure electromagnètic que emetia un soroll de baixa freqüència, a continuació commutava a una sistema d'escolta per rebre el ressò. A causa d'aquest tosc sistema de treball, no era gaire precís en la determinació de la direcció del blanc.
El primer dispositiu denominat hidròfon va ser desenvolupat quan la tecnologia va madurar i es van emprar ones ultrasòniques que milloraven la capacitat de detecció. Els ultrasons es generen mitjançant un mosaic de cristalls de quars prims enganxats entre dues làmines gruixudes d'acer de manera que s'obtenen freqüències de ressonància per sobre de 150 kHz. Els hidròfons són una part important del sonar usat per detectar submarís tant per vaixells de superfície com per altres submarins.

## Hidròfons direccionals
Un únic transductor ceràmic i cilíndric pot aconseguir una recepció omnidireccional gairebé perfecta. Els hidròfons direccionals milloren la sensibilitat en una direcció usant bàsicament dues tècniques:

### Reflector
Aquest mètode usa un únic element transductor amb un disc o un reflector acústic de forma cònica per enfocar addicionalment els senyals. Aquest tipus d'hidròfon es pot fabricar a partir d'hidròfons omnidireccionals de baix cost, però s'ha d'usar de forma estacionària, ja que el reflector impedeix el seu moviment a través de l'aigua.

### Matrius
Diversos hidròfons es poden muntar en una agrupació de manera que puguin sumar els senyals en una direcció mentre que es cancel·lin en altres.

## Usos

### Geofísica
Els hidròfons són usats per geòlegs i geofísics per a la detecció d'energia sísmica.

### Usos militars
Existeixen hidròfons capaços de detectar un submarí enemic a distància. Hi ha diverses xarxes d'escolta com la xarxa SOSUS o el projecte Azorian.